# Pár tónů, které přebývají
Pár tónů, které přebývají (1989) je album skupiny Etc..., které obsahuje záznam komponovaného večera s poezií Václava Hraběte. Kombinuje recitaci básní v podání Miroslava Kováříka, kterou většinou improvizovaně hudebně doprovází kapela Etc…, a zhudebněné básně v podání Vladimíra Mišíka a Etc… Dramaturgem představení byl Miroslav Kovářík a Hynek Žalčík. Album obsahuje devět stop, texty napsal Václav Hrabě kromě poslední písně Špejchar blues, kterou napsal Ivan Wünsch. Hudbu u všech písní (Jam-session s Františkem Gellnerem, Ty II., Variace na renesanční téma a Špejchar blues) napsal Vladimír Mišík. Sleeve-note k albu napsal Jiří Černý.
Poprvé na CD vyšlo album v roce 2018 u vydavatelství Galén.

## Seznam stop
1. „Reduta blues“, „Stop-time“, „Ospalé něžnosti“, „Chvíle“ – 7:45
2. „Jam-session s Františkem Gellnerem“ – 3:18
3. „Blues pro bláznivou holku“ – 3:04
4. „Zavři oči“, „Romance“, „Sedm růží s přísadou antibiotik“ – 5:25
5. „Ty II.“ – 5:26
6. „Pár tónů“ – 5:40
7. „Variace na renesanční téma“ – 3:51
8. „Blues za Vladimíra Majakovského“ – 7:52
9. „Špejchar blues“ – 6:10

## Nahráli
- Miroslav Kovářík – recitace (1, 3, 4, 6, 8)
- Vladimír Mišík – akustická kytara, zpěv
- Jan Hrubý – housle
- Petr Pokorný – elektrická kytara
- Jiří Veselý – basová kytara, akordeon
- Jiří Šustera – bicí

Hudební improvizace Etc... (1, 4, 6, 8)